# ناحية مركزية (مقاطعة كاشمر)
ناحية مركزية مقاطعة كاشمر (بالفارسية: بخش مرکزی شهرستان کاشمر) هي ناحية في مقاطعة كاشمر، محافظة خراسان الرضوية، إيران. بلغ عدد سكانها حسب تعداد عام 2006 حوالي 119,507 نسمة يشكّلون 32,143 أسرة. في هذه الناحية مدينة واحدة: كاشمر.